# Stimmloser postalveolarer Frikativ
Der stimmlose postalveolare Frikativ (ein stimmloser, hinter den Alveolen gebildeter Reibelaut) ist ein in vielen Sprachen vorkommender Zischlaut, der im Deutschen allgemein als „sch“-Laut bekannt ist.
Die Artikulation ist lamino-postalveolar oder apiko-postalveolar, d. h. das Zungenblatt oder die Zungenspitze bildet hinter dem Zahndamm eine Turbulenzen erzeugende Engstelle mit dem Gaumen. Im Deutschen wird dies oft durch eine Lippenrundung begleitet.
Der Laut hat in verschiedenen Sprachen folgende lautliche und orthographische Realisierungen:
- Deutsch [⁠ʃ⁠]: Gekennzeichnet durch sch sowie s vor p und t im Anlaut.
  - Beispiele: Fisch [ˈfɪʃ], spät [ˈʃpɛːt], Stimme [ˈʃtɪmə]
- Englisch [⁠ʃ⁠]: Gekennzeichnet durch sh sowie manchmal durch s und (in aus dem Lateinischen stammenden Wörtern) durch ti und ci
  - Beispiele: sheep [ˈʃiːp], sure [ˈʃʊɹ], passion [ˈpʰæʃn], nation [ˈneɪʃn], glacial [ˈgleɪʃl]
- Französisch [⁠ʃ⁠]: Gekennzeichnet durch ch.
  - Beispiel: chaussure [ʃoˈsyʁ]
- Italienisch [⁠ʃ⁠]: sc vor e und i und sci vor a, o und u
  - Beispiele: scendi [ˈʃendi], conosciamo [konoˈʃaːmo]
- Arabisch: Gekennzeichnet durch ش  (ebenso beispielsweise Persisch)
  - Beispiel: شرب [ˈʃɪrɪb] (trinken)
- Hebräisch: Gekennzeichnet durch ש (mit Niqqud-Zeichen שׁ [⁠ʃ⁠] Schin; mit שׂ [s] Sin)
  - Beispiel: שתה [ʃaˈta] (trinken)
- Rumänisch [⁠ʃ⁠]:Gekennzeichnet durch Ș, ș
- Spanisch: Teilweise Allophon von /⁠t͡ʃ⁠/ oder /⁠ʝ⁠/, sonst nur in Anglizismen (oft jedoch ersetzt durch [⁠s⁠] oder manchmal [⁠t͡ʃ⁠]). In Lateinamerika, vor allem in Argentinien und Uruguay werden y und ll mit ʃ ausgesprochen; siehe Yeísmo.
- Tschechisch: [⁠ʃ⁠]: Gekennzeichnet durch Š, š (šest, šiška) (ebenso einige andere slawische Sprachen mit lateinischem Alphabet)
- Türkisch [⁠ʃ⁠]: Gekennzeichnet durch Ş, ş
  - Beispiel: şehir [ʃɛhir] (Stadt)
- Ungarisch: Gekennzeichnet durch S, s (wenn gefolgt von einem z ergibt der Digraph sz den Laut [s])
  - Beispiel: spiritusz (Spiritus), sonka (Schinken)
- Ukrainisch: Gekennzeichnet durch Ш, ш (ebenso andere slawische Sprachen und Turksprachen mit kyrillischem Alphabet)
  - Beispiel: шапка [ʃapka] (Mütze, Hut)